# جو لي ويلسون
جو لي ويلسون (بالإنجليزية: Joe Lee Wilson)‏ هو عازف جاز ومغني أمريكي، ولد في 22 ديسمبر 1935 في بريستو في الولايات المتحدة، وتوفي في 17 يوليو 2011 في برايتون في المملكة المتحدة.

## وصلات خارجية
- جو لي ويلسون على موقع ميوزك برينز (الإنجليزية)
- جو لي ويلسون على موقع أول ميوزيك (الإنجليزية)
- جو لي ويلسون على موقع ديسكوغز (الإنجليزية)